# Trappistinnenkloster Grottaferrata
Kloster Grottaferrata war von 1898 bis 1957 ein italienisches Kloster der Trappistinnen in Grottaferrata bei Rom.

## Geschichte
Die von Kloster Lyon-Vaise vorgenommene Gründung Kloster San Vito bei Turin wurde 1898 nach Grottaferrata verlegt, wo die von Kloster Mont des Cats ausgegangene Trappistengemeinschaft, welche die Calixtus-Katakombe betreute, ein Haus zur Verfügung stellte. 1927 wurde das Priorat zur Abtei erhoben. 1957 wurde Grottaferrata aufgegeben und die Gemeinschaft in die Neugründung Kloster Vitorchiano verlegt. 
Die selige Maria Gabriella Sagheddu war Nonne in Grottaferrata. Das Kloster darf nicht verwechselt werden mit Kloster Santa Maria di Grottaferrata.

### Äbtissinnen
- Agnese Scandelli (1927–1931, seit 1898 Priorin)
- Maria Pia Gullini (1931–1940, 1946–1951)
- Tecla Fontana (1940–1946, 1951–1952)
- Immaculata Tiraboschi (1952–1958)